# Zygodon tetragonostomus
Zygodon tetragonostomus är en bladmossart som beskrevs av Alexander Karl Heinrich Braun och B.S.G. 1838. Zygodon tetragonostomus ingår i släktet ärgmossor, och familjen Orthotrichaceae. Inga underarter finns listade i Catalogue of Life.